# Nhà thờ Báp-tít New Hope (Newark)
Nhà thờ Báp-tít New Hope là một nhà thờ thuộc Tổng hội Báp-tít Quốc gia, USA, tọa lạc tại số 106 đại lộ Sussex, phường University Heights, thành phố Newark, tiểu bang New Jersey.

## Lịch sử
Nhà thờ New Hope được thành lập vào ngày 2 tháng 6 năm 1903 tại tư gia của ông Addie Vine và bà Maggie Vine để thực thi "sứ vụ rao giảng" ngang qua các chương trình thờ phượng. Nhà thờ này tọa lạc bên trong một cộng đồng người Mỹ gốc Phi tuy nhỏ nhưng đang phát triển về số lượng tại thành phố Newark và được công nhận tư cách pháp nhân vào ngày 1 tháng 5 năm 1918.
Một số giáo dân nổi tiếng của giáo đoàn Báp-tít New Hope có thể kể đến như cố ca sĩ nhạc pop và nhạc R&B Whitney Houston (1963–2012) – người từng tham gia các buổi thờ phượng Chúa và hát thánh ca trong ca đoàn từ khi bà còn còn nhỏ tới khi trưởng thành, cũng như hai người chị họ của bà là Dionne Warwick và Dee Dee Warwick. Mẹ của Whitney Houston là bà Cissy Houston (1933–2024) cũng từng phụng sự cách tích cực suốt đời mình trong giáo đoàn Báp-tít New Hope và còn từng phục vụ trong Ban Nữ chấp sự của giáo đoàn.